# Mareeba Shire
Koordinaten: 17° 0′ S, 145° 25′ O

Der Shire of Mareeba ist ein Verwaltungsbezirk in Queensland, Australien. Er umfasst die Städte Chillagoe, Dimbulah, Kuranda, Mareeba und Mount Molloy. Am 17. März 2008 ging er im Tablelands Regional Council auf.

## Geschichte
Am 3. September 1881 wurde die Tinaroo Division unter dem Divisional Boards Act 1879 gegründet.
Am 20. Dezember 1890 entferne sich ein Teil der Tinaroo Division um die Barron Division zu gründen, in der Nähe von Cairns.
Am 20. Dezember 1947 wurde die Shire of Woothakata zu Shire of Mareeba umbenannt.